# Транспорт в Аргентине

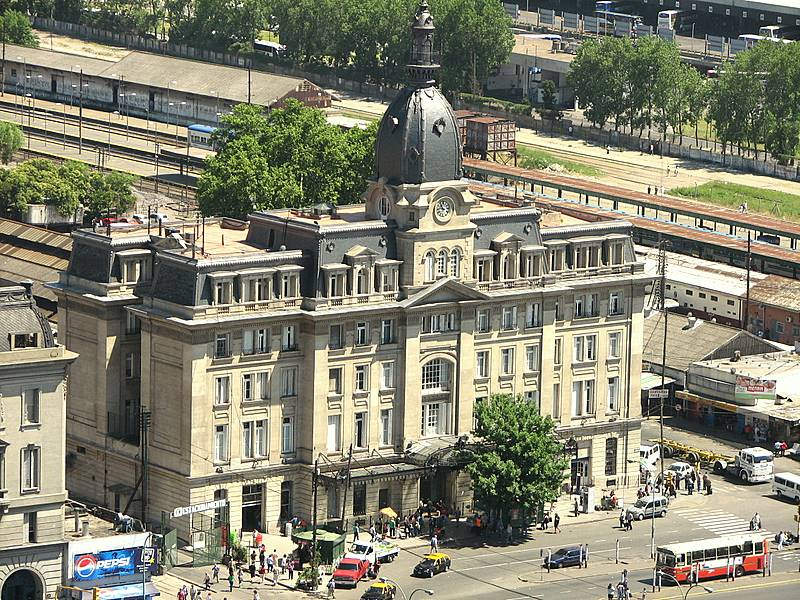
Железнодорожный вокзал в Буэнос-Айресе

Транспорт в Аргентине основан, главным образом, на сети автодорог, на которой функционируют относительно недорогие автобусные пассажирские маршруты на дальние расстояния, а также маршруты для перевозки грузов. В стране имеется несколько национальных и международных аэропортов. Использование железнодорожного транспорта снизилось на сегодняшний день, но раньше железная дорога являлась важной частью перевозок на большие расстояния. Водный транспорт служит, по большей части, для доставки грузов.
Транспортная инфраструктура Аргентины имеет радиальный план, расположенный вокруг портового кластера Буэнос-Айрес-Росарио и концентрирующий сервис к востоку от центра страны с ответвлениями к уругвайской и бразильской границам, к западу (Чили) и, в меньшей степени, к северо-западу.
В городах основным пассажирским видом транспорта является автобус или колективо, (исп. colectivo), в Буэнос-Айресе расположен единственный в стране метрополитен. Сеть пригородных поездов объединяет столицу в Большой Буэнос-Айрес.

## Общественный транспорт

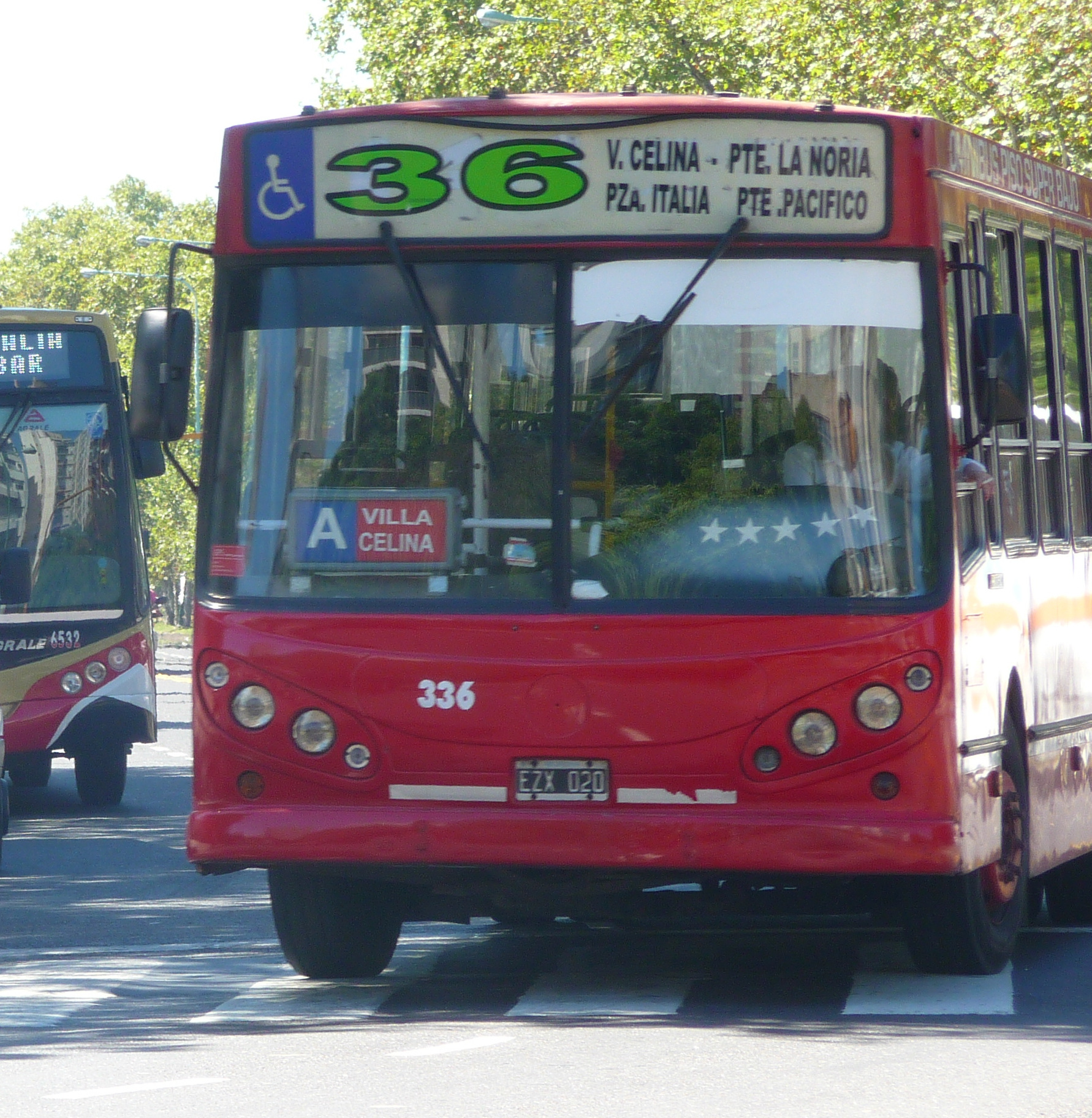
Колективо

Большинство пассажиров пользуется общественным транспортом и в меньшей степени личными автомобилями для передвижения по городу, особенно в рабочее время, поскольку парковка часто проблематична и дорого стоит.
Велосипед не слишком распространён в больших городах, велодорожек немного, и они удобны только для отдыха.

### Автобус
Колективо (городской автобус) распределён по множеству маршрутов. Плата — фиксированная за одну поездку либо зависит от пункта назначения. Колективо часто выезжают в пригород. В некоторых случаях ими предлагаются особые услуги (исп. diferenciales), в плату за которые входят скорость, кондиционер, и соответственно они дороже. Автобусный маршрут в каждом городе находится в собственности разных местных компаний или муниципалитета, и окраска автобусов различается, чтобы маршрут можно было легко опознать.

### Метробус
Метробус — система скоростного автобусного транспорта в столице Буэнос-Айресе. Она проходит пилотные испытания, соединяя кварталы Liniers и Palermo. Проект запустился в мае 2011 года.

### Такси

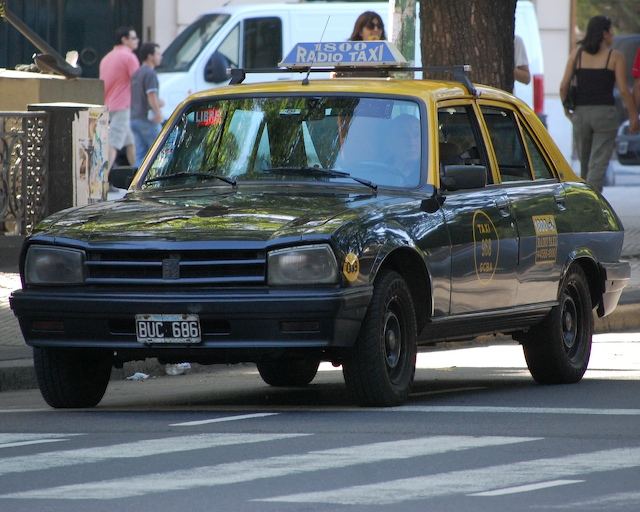
Такси в Аргентине

Такси довольно распространены и доступны по цене, отличаются цветом в каждом городе. В Буэнос-Айресе, например, — чёрно-жёлтые. Попадаются такси по вызову или так называемые «радио-такси». Бывают свободные такси remis, они похожи на такси по вызову, но разнообразно оформлены с точки зрения дизайна. Плата в них оговаривается заранее (лично или через центр, называемый Remiseria), хотя довольно часто тариф фиксированный и не регулируется, в отличие от такси, государством.

### Пригородные поезда
Пригородные поезда соединяют Буэнос-Айрес с пригородами. В будние дни в столицу приезжает на работу до 1,3 млн человек. Такие поезда работают с 4:00 по 1:00. Многие из них работают на электротяге, некоторые составы с дизельными локомотивами.
Trenes de Buenos Aires, UGOFE, Ferrovías и Metrovías — частные компании, обеспечивающие пригородный пассажиропоток. Другим городом Аргентины с подобной системой является Ресистенсия, столица провинции Чако. В Мендосе пригородная сеть находится в разработке

### Метро

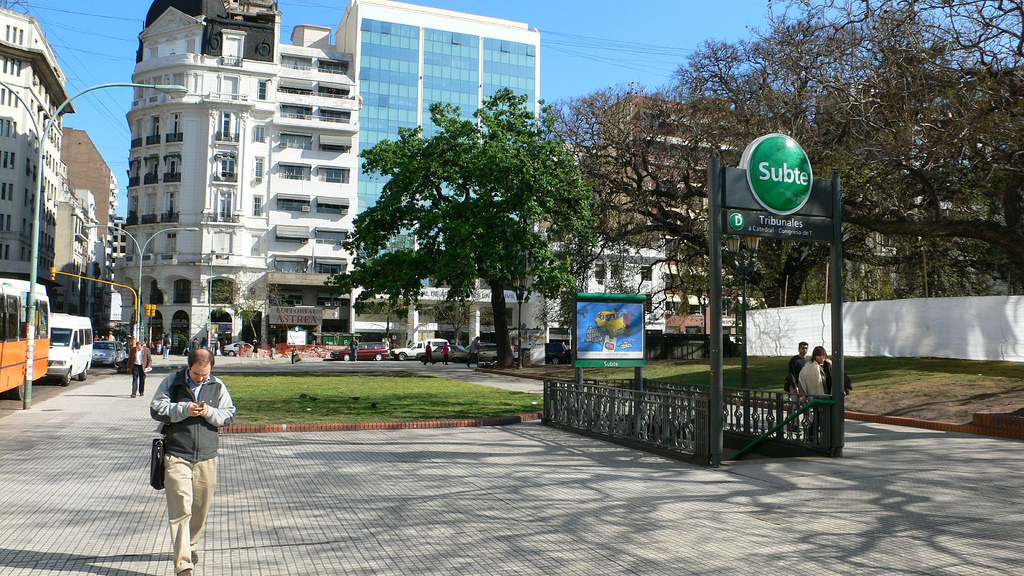
Вход в метро Буэнос-Айреса

На сегодняшний день метро открыто только в Буэнос-Айресе, но проект также разрабатывается и для города Кордова. Сеть метро Буэнос-Айреса (исп. Subterráneo de Buenos Aires) включает шесть линий, и каждая отмечается латинскими буквами от A до H. Современная трамвайная линия (PreMetro) E2 работает совместно с линией метро E, соединяясь с ней на конечной остановке. Также работает линия Urquiza U для линии метро B в Чакарите. Ежедневно метро перевозит до 1,3 млн человек, и рост продолжается. Большинство линий метро соединяет центр города (исп. Micro-centro) с зонами пригорода.

### Трамвай
Трамвай, практически вышедший из обихода в 1960-е годы, постепенно возвращается. В 1987 году открылась линия трамвая для проезда к станции метро. Троллейбусы используются в Кордове, Мендосе и Росарио.

## Сеть автомобильных дорог

Дорога 40 (Ruta 40)

Поскольку Аргентина вытянута почти на 4000 км в длину и более 1000 км в ширину, перевозки на большое расстояние очень важны. Несколько платных скоростных магистралей обслуживают почти половину населения страны. Однако, большинство дорог — двусторонние национальные и провинциальные и, хотя они распределены по всей стране, менее трети из 235 тыс. километров этих дорог имеют твёрдое покрытие. Длина магистральных дорог — 38,000 км, второстепенных дорог — 192,000 км и дорог третьего уровня — 400,000 км. Первые имеют государственное подчинение, вторые — провинциальное, а третьи — муниципальное или коммунальное. В этой сети 31,000 км магистральных и 38,000 второстепенных дорог имеют твёрдое покрытие.
Наиболее развита автодорожная сеть в центре страны. Острая нехватка современных дорог отмечается на направлениях, связывающих провинции Огненная Земля и Санта-Крус, Мендоса с Неукеном и Ла Пампой, Формоса и Сальта, Санта Фе с Чако и Корриентес. 80 % из существующих дорог находятся в плохом состоянии.
Наиболее важной из магистралей является Панамериканский национальный маршрут 9 Буэнос-Айрес-Росарио-Кордова. Самые длинные магистрали — Национальный маршрут 40, 5000-км дорога, идущая по Андам, и 3000-км маршрут вдоль моря Национальный маршрут 3, идущий из Буэнос-Айреса до Ушуая.

Национальный маршрут 40
Панамериканский национальный маршрут 9
Национальный маршрут 3

На автодорожную сеть Аргентины приходится до 80 % всего потока дальних перевозок.

### Межгородской автобус
Омнибусы или, как их называют на местном языке, микрос приемлемы по цене, комфортабельны и быстры; они стали основным средством передвижения после приватизации в начале 1990-х годов железнодорожных служб, которые до этого возглавляли список пассажиропотока. Автобусные фирмы мало различаются по формуле расчета времени на перевозку и предлагают три класса обслуживания: «обычный», «полукровать» (исп. semi-cama) и «кровать» (исп. cama), последний является аналогом бизнес-класса в самолёте. Иногда к сервис-пакету прилагается питание, некоторые автобусы останавливаются у ресторанов по дороге.

## Железнодорожный транспорт
В Аргентине самая протяжённая сеть железных дорог в Южной Америке, составляющая 36,917 км (2014). Несмотря на то, что в каждой провинции есть железная дорога, в трёх провинциях сосредоточена половина всех железнодорожных путей: Буэнос-Айрес, Кордова и Санта-Фе.

### Поезда дальнего следования
Сеть пассажирских перевозок значительно сузилась после проведения приватизации и раздробления государственной компании Ferrocarriles Argentinos (FA) в 1993, ныне не существующей. С тех пор создалось несколько частных компаний регионального характера, которые возобновили перевозки своего предшественника FA.
Trenes de Buenos Aires, Ferrocentral, Ferrobaires и Tren Patagónico — одни из тех компаний, которые управляют пассажирской сетью.

### Высокоскоростное движение
Высокоскоростной поезд между Буэнос-Айресом, Росарио и Кордовой находится в стадии проектирования, но к концу 2012 года на первом участке до Росарио должно появиться движение с максимальной скоростью 320 км/ч.

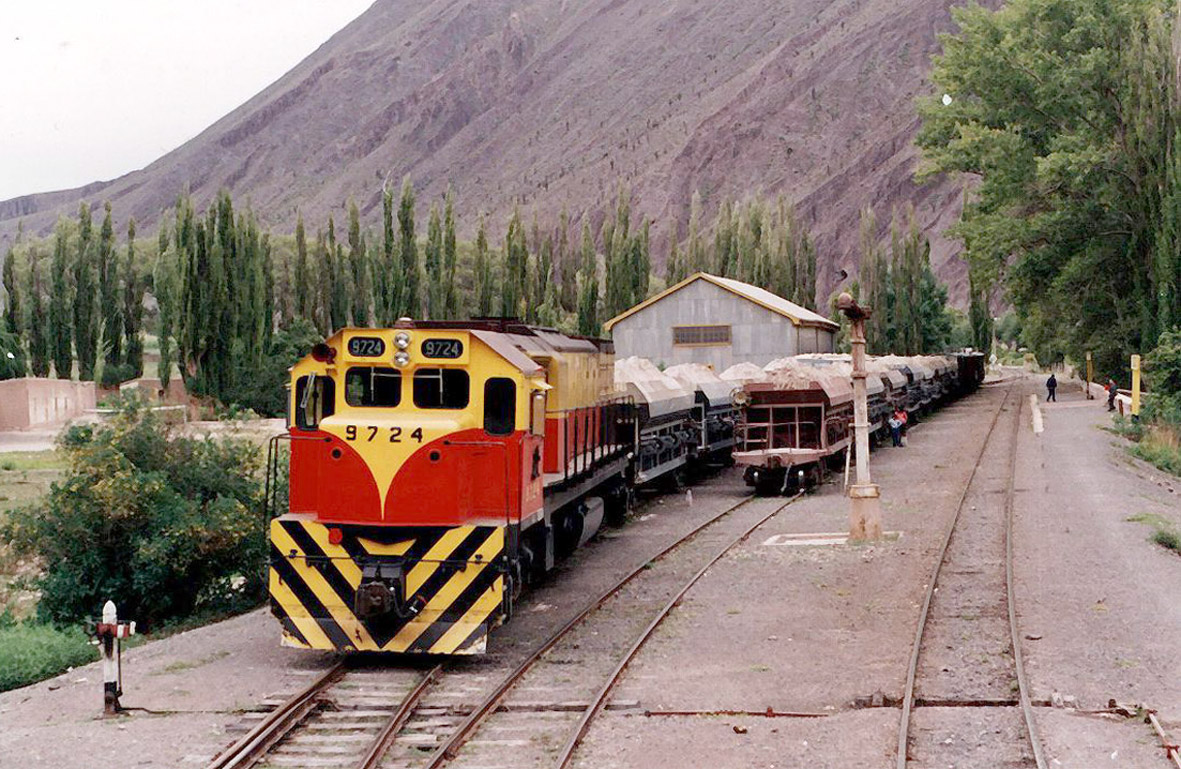
Грузовой поезд в провинции Сальта

### Грузовые перевозки
Более 25 млн т груза перевезено в 2007 году по железной дороге. На данный момент в Аргентине существует пять компаний-перевозчиков:
- Nuevo Central Argentino
- Ferroexpreso Pampeano
- Ferrosur Roca
- América Latina Logística
- Belgrano Cargas

### Туристические поезда
Поезда на парововой тяге относятся к историческим туристическим поездам. Среди них: «Старый патагонский экспресс» (исп. La Trochita) — действует в Патагонии; «Поезд на краю Света» (исп. Tren del Fin del Mundo) или «Южнофуэганская железная дорога», проходящая по Национальному Парку «Огненная Земля» — находится в Ушуая; Tren de las Sierras — в провинции Кордова и короткий исторический поезд Tren Histórico de Bariloche — в Сан-Карлос-де-Барилоче.
Поезд на электродизеле Tren a las Nubes в провинции Сальта ходит от одноимённого города Сальта до Сан-Антонио-де-лос-Кобрес.

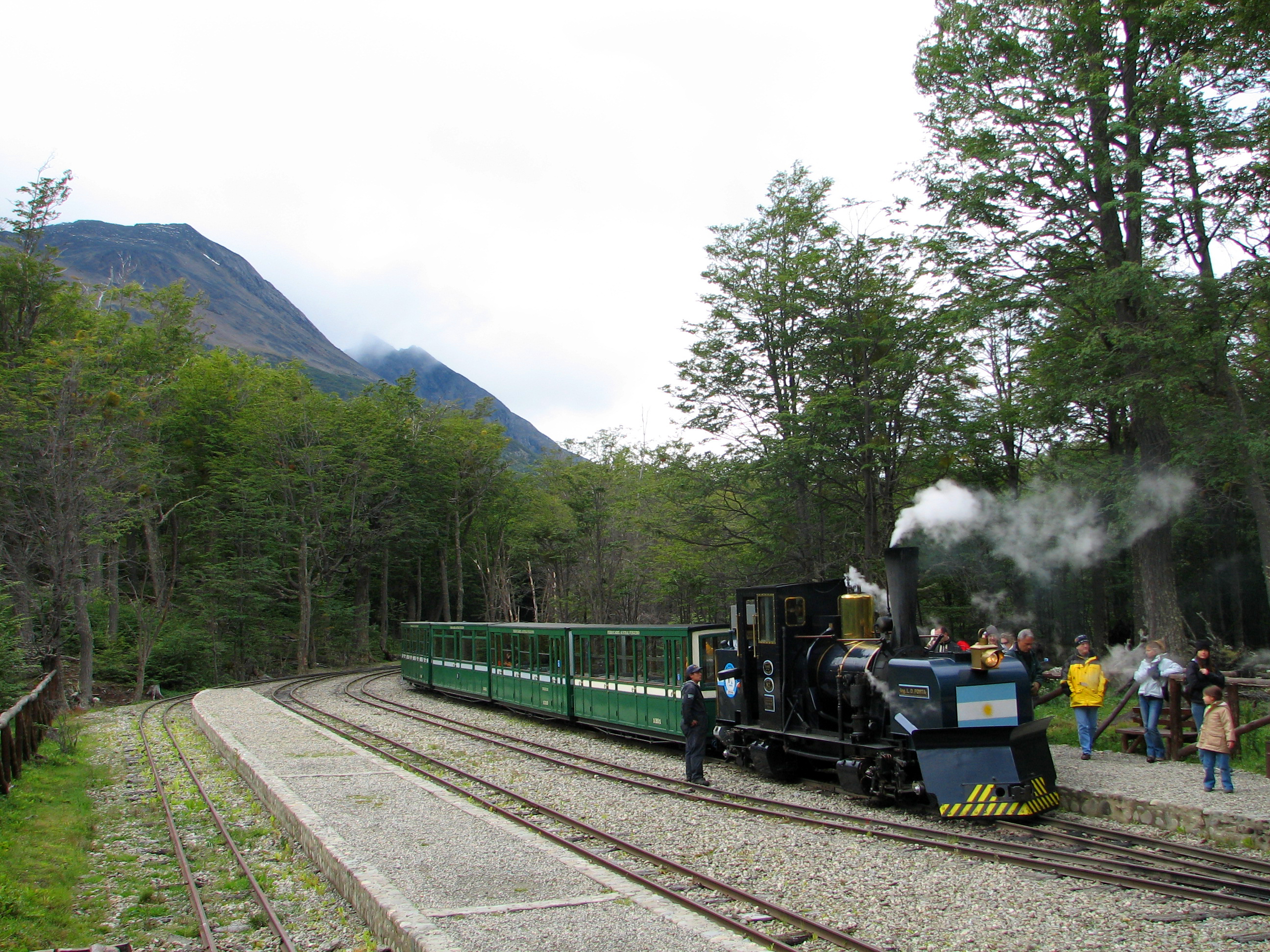
Станция на маршруте Края Света
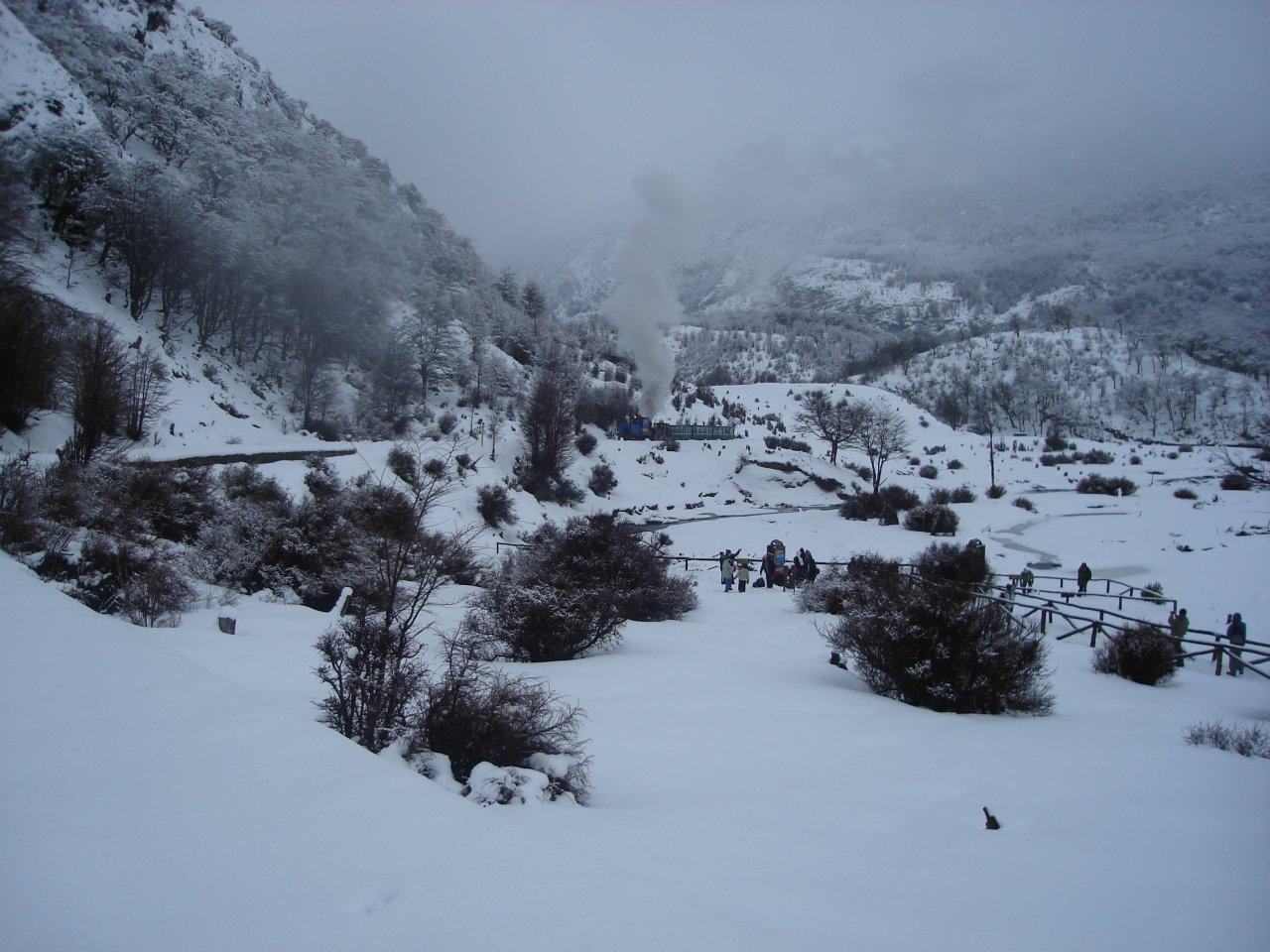
Долина реки Рипо
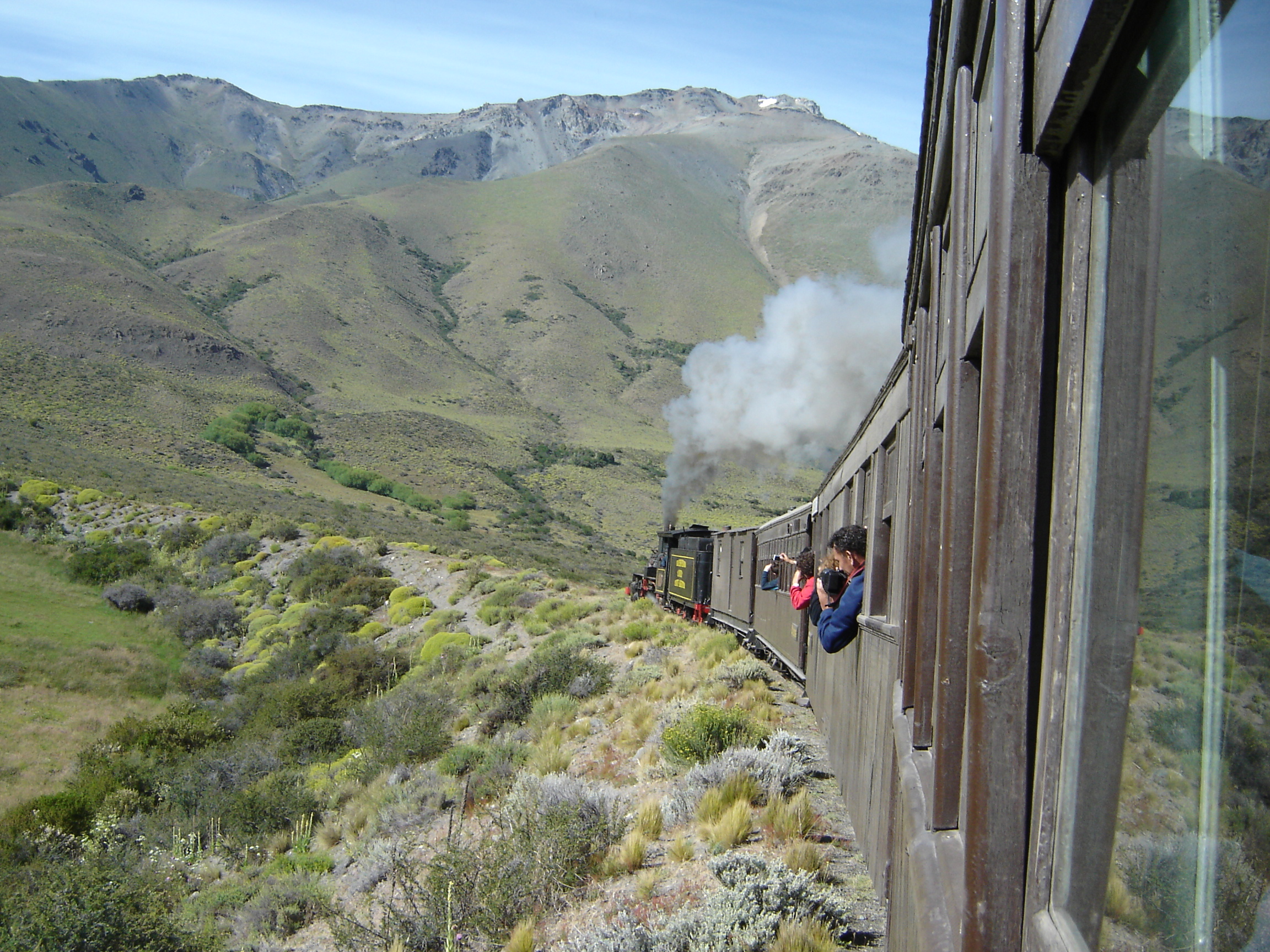
Ла Трочита

## Трубопроводы
Протяжённость трубопроводов: для нефти — 6,248 км; для нефтепродуктов — 3,631 км; для газа — 29,930 км; для сжиженного нефтяного газа — 41 км (2013).

## Воздушный транспорт

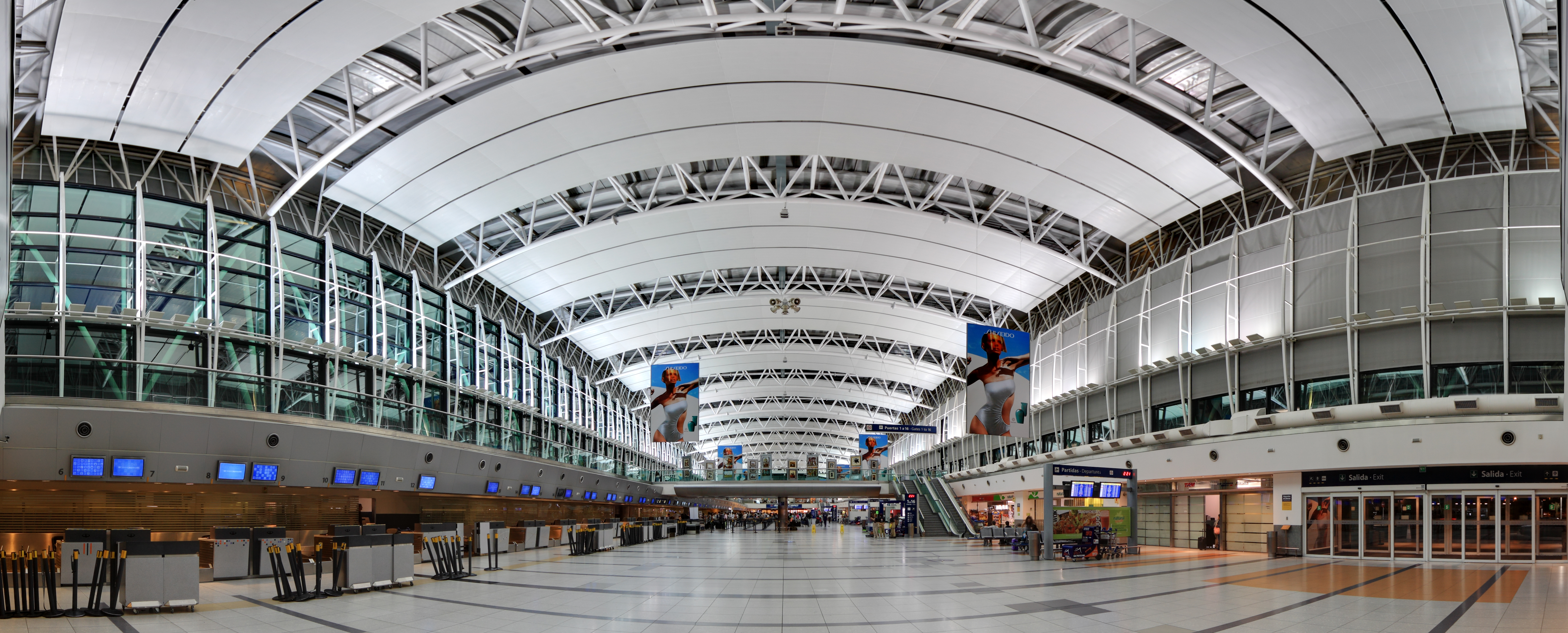
Международный аэропорт имени министра Пистарини в Буэнос-Айресе

В каждой провинции Аргентины есть аэропорт, а также в зонах скопления туристов, таких как Барилоче и Эль-Калафате (см. Список аэропортов Аргентины). Большинство компаний совершают несколько дневных полётов по наиболее популярным направлениям, реже по другим. Национальным перевозчиком является Aerolíneas Argentinas. Основным международным хабом является Международный аэропорт имени министра Пистарини в столице, через который проходит около 80 % воздушного трафика Аргентины. Он единственный государственный. Остальные 366 —- частные аэропорты. 26 из них сертифицированы для осуществления международных перевозок.
Список авиакомпаний Аргентины:
- Aero VIP (Argentina)
- Aerochaco
- Aerolíneas Argentinas
- Andes Líneas Aéreas
- Austral Líneas Aéreas
- Baires Fly
- LADE
- LAN Argentina
- Líneas Aéreas Federales
- Servicios de Transportes Aéreos Fueguinos
- Silver Sky Airlines
- Sol Líneas Aéreas

Количество перевезённых пассажиров в год (2008) — 6,1 млн человек.

## Водный транспорт
Морской и речной транспорт играет основную роль во внешней торговле страны, осуществляя до 90 % всех перевозок.
Водные пути составляют 11 тыс. км. (2012). Порты и гавани: Баия-Бланка, Комодоро-Ривадавия, Консепсьон-дель-Уругвай, Ла-Плата, Мар-дель-Плата, Некочеа, Рио-Гальегас, Росарио, Санта-Фе, Ушуая. Из них только один государственный в — Буэнос-Айресе. Торговый флот — 45 судов. Сухогрузы — 9, нефтяные танкеры — 9, суда для перевозки железнодорожных вагонов — 1, суда-рефрижераторы — 2, ролкеры — 1, пассажирские суда малого каботажа — 1, специализированные танкеры — 1 (2003). На рынке аргентинских морских грузоперевозок оперируют 10 ведущих мировых компаний, на долю которых приходится 77 % всего грузооборота (2007).
Водный транспорт не часто используется для перевозки пассажиров, исключая те случаи, когда необходимо пересечь реку Рио-де-ла-Плата по пути из Буэнос-Айреса в Колония-дель-Сакраменто и Монтевидео, находящихся в Уругвае. Данные перевозки осуществляются паромами компаний Ferrylineas и Buquebus. Другие варианты сводятся к пересечению рек, таких как Парана на речных автобусах (исп. lanchas colectivas) через порт Тигре в провинции Буэнос-Айрес.
Речное движение состоит, в основном, из грузовых перевозок, как по реке Парана, способной пропускать большие суда (типа Панамакс), спускающихся по течению от Большого Росарио, где производится большая часть сельскохозяйственной продукции, отправляемой на экспорт.